# Ешленд (Луїзіана)
Ешленд (англ. Ashland) — селище (англ. village) в США, в окрузі Начітош штату Луїзіана. Населення — 194 особи (2020).

## Географія
Ешленд розташований за координатами 32°7′13″ пн. ш. 93°6′45″ зх. д. / 32.12028° пн. ш. 93.11250° зх. д. (32.120379, -93.112540).  За даними Бюро перепису населення США в 2010 році селище мало площу 70,13 км², з яких 69,69 км² — суходіл та 0,44 км² — водойми.

### Клімат
| Клімат : Ешленд       | Клімат : Ешленд | Клімат : Ешленд | Клімат : Ешленд | Клімат : Ешленд | Клімат : Ешленд | Клімат : Ешленд | Клімат : Ешленд | Клімат : Ешленд | Клімат : Ешленд | Клімат : Ешленд | Клімат : Ешленд | Клімат : Ешленд | Клімат : Ешленд |
| Показник              | Січ.            | Лют.            | Бер.            | Квіт.           | Трав.           | Черв.           | Лип.            | Серп.           | Вер.            | Жовт.           | Лист.           | Груд.           | Рік             |
| Середній максимум, °C | 13,3            | 16,1            | 20,0            | 24,4            | 28,3            | 31,7            | 33,9            | 33,9            | 30,6            | 25,6            | 20,0            | 15,0            | 24,4            |
| Середній мінімум, °C  | 0,6             | 2,2             | 6,1             | 11,1            | 15,6            | 19,4            | 21,1            | 20,6            | 17,2            | 10,6            | 5,6             | 1,7             | 11,0            |
| Норма опадів, мм      | 124             | 122             | 122             | 117             | 127             | 107             | 107             | 79              | 91              | 89              | 112             | 132             | 1326            |
| --------------------- | --------------- | --------------- | --------------- | --------------- | --------------- | --------------- | --------------- | --------------- | --------------- | --------------- | --------------- | --------------- | --------------- |
| Джерело: Weatherbase  |                 |                 |                 |                 |                 |                 |                 |                 |                 |                 |                 |                 |                 |

## Демографія
Згідно з переписом 2010 року, у селищі мешкало 269 осіб у 112 домогосподарствах у складі 77 родин. Густота населення становила 4 особи/км².  Було 154 помешкання (2/км²).
Расовий склад населення:
| - 82,9 % — білих - 16,7 % — чорних або афроамериканців |

До двох чи більше рас належало 0,4 %. Частка іспаномовних становила 0,4 % від усіх жителів.
За віковим діапазоном населення розподілялося таким чином: 20,1 % — особи молодші 18 років, 54,6 % — особи у віці 18—64 років, 25,3 % — особи у віці 65 років та старші. Медіана віку мешканця становила 45,7 року. На 100 осіб жіночої статі у селищі припадало 99,3 чоловіків;  на 100 жінок у віці від 18 років та старших — 93,7 чоловіків також старших 18 років.
Середній дохід на одне домашнє господарство  становив 55 480 доларів США (медіана — 38 750), а середній дохід на одну сім'ю — 65 375 доларів (медіана — 49 375). Медіана доходів становила 33 750 доларів для чоловіків та 42 778 доларів для жінок. За межею бідності перебувало 34,7 % осіб, у тому числі 46,2 % дітей у віці до 18 років та 16,3 % осіб у віці 65 років та старших.
Цивільне працевлаштоване населення становило 80 осіб. Основні галузі зайнятості: сільське господарство, лісництво, риболовля — 22,5 %, фінанси, страхування та нерухомість — 15,0 %, роздрібна торгівля — 12,5 %, транспорт — 11,3 %.